# Ninja Gaiden III: The Ancient Ship of Doom
Ninja Gaiden III: The Ancient Ship of Doom. É o terceiro e último jogo da trilogia da série que foi feita para o sistema Nintendo Entertainment System (NES). Foi também lançada uma versão graficamente avançada deste jogo para o sistema Super Nintendo, dentro do jogo Ninja Gaiden Trilogy em 1995.